# Zamieszki Esquilachego

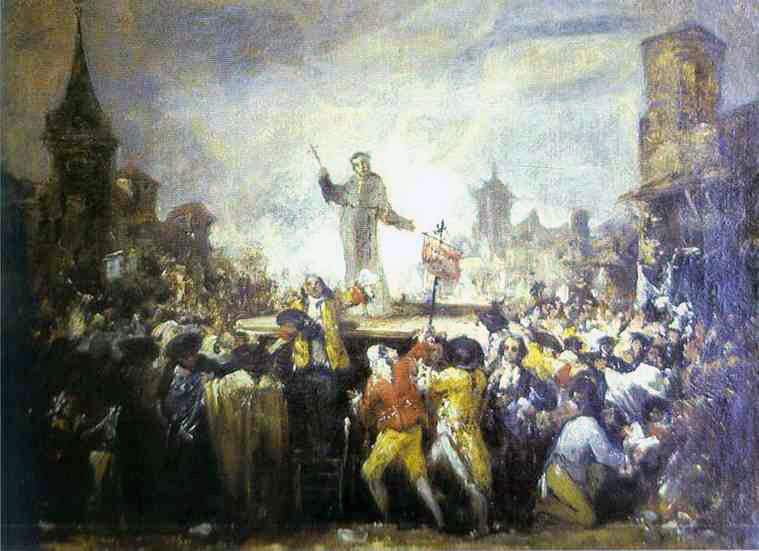
Motín de Esquilache, przypisywany Franciscowi Goi

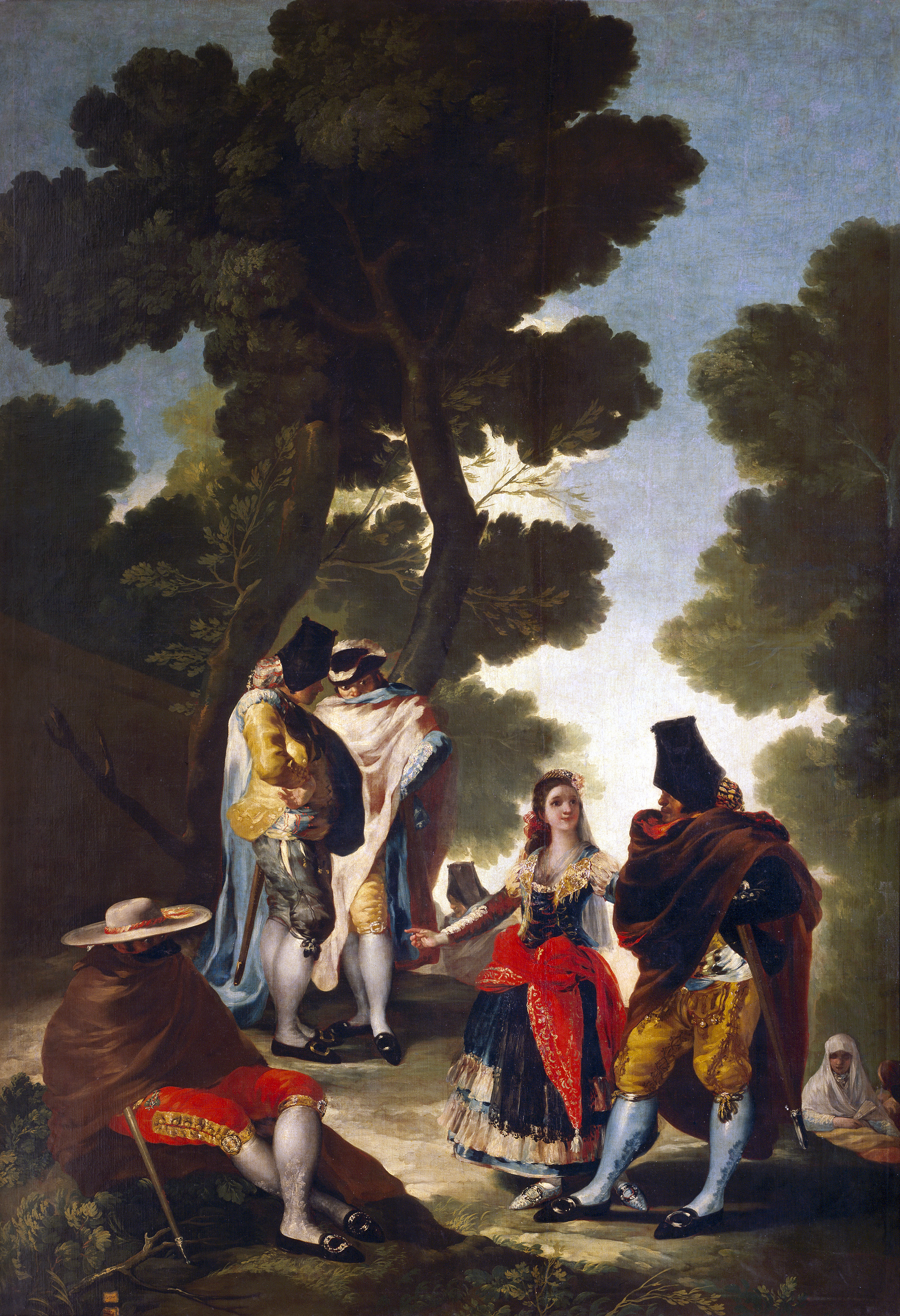
Tradycyjne stroje na obrazie Goi zatytułowanym Spacer w Andaluzji (1777)

Zamieszki Esquilachego (hiszp. Motín de Esquilache) – rozruchy w Madrycie i niemal 70 innych hiszpańskich miastach, do których doszło wiosną 1766 roku.
Bezpośrednią przyczyną zamieszek w Madrycie był niepopularny dekret wydany przez pochodzącego z Włoch ministra finansów Leopolda de Gregoria, markiza Esquilache. Dekret ten zakazywał mieszkańcom Madrytu noszenia długich płaszczy (capas) i wielkich kapeluszy o szerokim rondzie (sombreros). Minister chciał w ten sposób poprawić bezpieczeństwo w mieście, uniemożliwiając przestępcom zakrywanie twarzy i noszenie broni pod płaszczami. Jego działania zostały jednak uznane przez ludność za naruszenie wolności i tradycji. Na sprzeciw wobec dekretu regulującego ubiór nałożyły się niechęć ludu wobec cudzoziemskich ministrów, otaczających króla Karola III, oraz niezadowolenie z innych reform markiza Esquilache, które doprowadziły między innymi do wzrostu cen chleba i oliwy.
23 marca 1766 roku wybuchły rozruchy w Madrycie, a w ich trakcie tłum zdemolował domy włoskich ministrów. Następnego dnia doszło do starć na ulicach, w których z rąk protestujących zginęło kilku żołnierzy Gwardii Walońskiej. Aby uspokoić sytuację, król obiecał zrewoltowanej ludności dymisję markiza Esquilache, wycofanie najbardziej niepopularnych reform i amnestię dla uczestników zamieszek. Następnie Karol III wyjechał do swojej rezydencji w Aranjuez, starając się utrzymać podróż w tajemnicy. Informacja o opuszczeniu Madrytu przez króla rozeszła się jednak po mieście, budząc niepokój ludności, a rozruchy zostały wznowione. Sytuacja uspokoiła się, gdy po kilku dniach minister Esquilache został wygnany do Włoch.
W tym samym czasie zamieszki wybuchły w wielu innych miastach Hiszpanii, między innymi w Saragossie, Barcelonie i Kadyksie. Nie jest do końca jasne, jaka była ich przyczyna, ale najpewniej na nastroje buntującej się ludności wpłynęły ogólna drożyzna, niepopularne reformy i ksenofobiczne nastroje wobec cudzoziemskiego otoczenia króla. W czasie rozruchów, które objęły prawie 70 miast, król cały czas przebywał w Aranjuez, nie chcąc wracać do Madrytu ze względu na konieczność spełnienia obietnic, które złożył mieszkańcom miasta. Ostatecznie nowy minister, Hiszpan Pedro de Aranda, skłonił radę miejską i przedstawicielstwa cechów do deklaracji, że przedstawienie żądań wobec króla zostało na nich wymuszone i nie oczekują ich spełnienia. W rezultacie Karol III powrócił do stolicy.
Po uspokojeniu nastrojów władze oskarżyły o sprowokowanie zamieszek jezuitów oraz markiza Ensenadę. Były dostojnik został wygnany, a zakon jezuitów na terenie Hiszpanii i jej kolonii rozwiązano na początku 1767 roku. Zakonników deportowano do Państwa Kościelnego; pretekstem do tej akcji był właśnie domniemany udział w rebelii. Choć jest prawdopodobne, że zamieszki były częściowo sprowokowane, a udział w nich brali pojedynczy przedstawiciele zakonu, prawdziwą przyczyną wygnania jezuitów z Hiszpanii był raczej ich sprzeciw wobec absolutyzmu i forsowanych przez Karola III idei jansenistycznych.
W efekcie zamieszek król i jego ministrowie przedsięwzięli reformy administracji miejskiej Madrytu, które doprowadziły do znacznego zwiększenia kontroli państwa nad życiem mieszkańców. W 1768 r. powołano nową kategorię urzędników municypalnych (alcaldes de barrio), którzy uzyskali szerokie uprawnienia policyjne, między innymi do aresztowania ludzi za wykroczenia handlowe lub pijaństwo. Stanowili oni swego rodzaju najniższy szczebel panującej w burbońskiej Hiszpanii władzy absolutnej.